# Route nationale 271
Pour les articles homonymes, voir Route 271.
La route nationale 271 ou RN 271 était une route nationale française reliant l'échangeur n° 2 de l'A 71 à la RN 20, au sud d'Orléans. À la suite de la réforme de 2006, elle a été transférée au département du Loiret sous le nom de RD 2271.

## Tracé
- Échangeur entre A71 et RD 2271
- Péage d'Olivet
- Intersection avec la RD 15
- D 168 : Olivet, Ardon, 6e-12e régiment de cuirassiers
- Échangeur entre RD 2020 et RD 2271